# تكنولوجيا مدنية
تعمل التكنولوجيا المدنية على تعزيز العلاقة بين الأشخاص والحكومة بالاستعانة ببرامج الاتصالات، وصنع القرار، وتقديم الخدمات، والعملية السياسية. تشتمل على تكنولوجيا المعلومات والاتصالات التي تدعم الحكومة بالاستعانة ببرامج حاسوبية تُبنى بواسطة فرق يقودها المجتمع المحلي من متطوعين، وغير ربحيين، واستشاريين، وشركات خاصة.

## تعريف
تندرج أربعة أنواع مختلفة من خدمات الحكومة الإلكترونية والتكنولوجيا المدنية ضمن فئة علاقة الحكومة بالمواطن (جي تو سي)، وتشمل الفئات الأخرى علاقة الحكومة بالأعمال (جي تو بي)، والحكومة بالحكومة (جي تو جي)، والحكومة بالموظفين (جي تو إي).
حاول تقرير في عام 2013 من مؤسسة نايت، وهي مؤسسة أمريكية غير ربحية، ربط مجالات مختلفة ضمن مجال التكنولوجيا المدنية. يصنف التقرير بشكل واسع مشاريع التكنولوجيا المدنية إلى فئتين: الحكومة المفتوحة والعمل المجتمعي.
| تشمل الحكومة المفتوحة:        | يشمل العمل المجتمعي:            |
| الوصول إلى البيانات والشفافية | المشاركة المحلية بالقرين للقرين |
| التصويت                       | التمويل الجماعي المدني          |
| الاقتران والتمثيل المرئي      | منتديات الحي                    |
| الاستفادة من البيانات         | المصدر الجماهيري للمعلومات      |
| التغذية الراجعة للمقيم        | تنظيم المجتمع                   |
| صنع القرار العام              |                                 |

في إطار مؤسسة نايت، فإنهم «يهتمون بضمان وصول الأشخاص إلى الأخبار والمعلومات التي يحتاجون إليها ليعيشوا حياتهم في ظل الديمقراطية». تسعى المؤسسة إلى إنشاء سابقةٍ للوصول إلى المعلومات ومشاركة هذه المصادر من أجل المنفعة المشتركة للشعب. بإمكانية الوصول هذه، تتيح المؤسسة نظام أكثر شفافية وانفتاحًا لمشاركة المعلومات لصالح مستخدميها ورعاياها الأكثر تفهمًا واطلاعًا، الذين يمكنهم المشاركة في المسائل السياسية والاجتماعية التي تتعلق باهتماماتهم وبحياتهم.
يُتاح للمواطنين الآن إمكانية الوصول إلى ممثليهم عن طريق وسائل التواصل الاجتماعي. يستطيعون التعبير عن شواغلهم بشكل مباشر للمسؤولين الحكوميين من خلال مواقع مثل تويتر وفيسبوك. حتى أن حالات سابقة من التصويت عبر الإنترنت كانت تمثل خيارًا للاقتراع للانتخابات المحلية، والتي شهدت إقبالًا متزايدًا وهائلًا، كما حدث في انتخابات أريزونا عام 2000، التي شهدت ضعف إقبال الانتخابات السابقة. رغم أن التكنولوجيا المدنية في الحكومة توفر تقنية إدارية جيدة، لكنها تفتقر إلى توفير تمثيل ديمقراطي عادل. أصبحت وسائل التواصل الاجتماعي أيضًا من الجوانب المتنامية للحكومة، نحو تعزيز التواصل بين الحكومة ومواطنيها، ونحو تحقيق قدر أكبر من الشفافية داخل القطاعات الحكومية. يسهل هذا الابتكار التغيير نحو حكومة أكثر تقدمية وانفتاحًا، تقوم على المشاركة المدنية والتكنولوجيا للشعب. مع استخدام وسائل التواصل الاجتماعي كمنصة للتواصل، فإنها تمكن الحكومة من تقديم المعلومات إلى الناخبين والمواطنين بشأن العمليات التشريعية وما يحدث في الكونغرس، وذلك من أجل مخاوف المواطنين إزاء الإجراءات الحكومية.
يحل تعريف ما يشكل تكنولوجيا مدنية موضع اعتراض إلى حد ما، وخاصة فيما يتعلق بالشركات المشاركة في الاقتصاد التشاركي، مثل أوبر، ولايفت، وإير بي إن بي. على سبيل المثال، من الممكن اعتبار قدرة شركة إير بي إن بي على تزويد سكان نيويورك بالمساكن في أعقاب إعصار ساندي شكلًا من أشكال التكنولوجيا المدنية. مع ذلك، يزعم ناثانيل هيلر، المدير الإداري لبرنامج إدارة معهد الأبحاث للتنمية، أن المنصات الربحية تقع بشكل قاطع خارج نطاق التكنولوجيا المدنية: وقال هيلر «في حين أن المشاركة بين المواطنين تعد بالفعل مشمولة، فإن مهمة هذه الشركات تركز على تحقيق أقصى قدر من الربح للمستثمرين، وليس أي نوع من تجارب بناء رأس المال الاجتماعي». من منظور هدفي، يمكن فهم التكنولوجيا المدنية على أنها «استخدام التكنولوجيا من أجل الصالح العام».